# Паякообразни маймуни
Паякообразните маймуни (Atelidae) са семейство широконоси маймуни (Platyrrhini). Тези примати са широко разпространени в горите на Централна и Южна Америка и главната им отличителна черта е дългата хватателна опашка, която им служи като пета ръка. На края на тази пета ръка отдолу има възглавничка от гола кожа с множество осезателни рецептори и тя осигурява не само по-добър захват, но и допълнително осезание.

## Класификация
- Семейство Atelidae – Паякообразни маймуни
  - подсемейство Alouattinae – Ревачи
    - род Alouatta – ревачи
      - Alouatta palliata – Мантиев ревач
      - Alouatta coibensis (Alouatta palliata ssp.) – Койбански ревач
      - Alouatta pigra (A. villosa) – Гватемалски черен ревач
      - Alouatta seniculus – Червен ревач, кафяв ревач
      - Alouatta macconnelli (Alouatta seniculus ssp.) – Гаянски червен ревач
      - Alouatta sara (Alouatta seniculus ssp.) – Боливийски червен ревач
      - Alouatta belzebul – Червенорък ревач
      - Alouatta nigerrima (Alouatta belzebul ssp.) – Амазонски черен ревач
      - Alouatta guariba (А. fusca) – Кафяв ревач
      - Alouatta caraya – Черен ревач

  - подсемейство Atelinae – Паякообразни маймуни
    - род Ateles – паякообразни маймуни
      - Ateles paniscus – Черна паякообразна маймуна, пурпурнолика ~
      - Ateles chamek (Ateles paniscus ssp.) – Чернолика черна ~, чамек
      - Ateles belzebuth – Дългокосместа ~, белокоремна ~
      - Ateles hybridus (Ateles belzebuth ssp.) – Кафява ~
      - Ateles marginatus (Ateles belzebuth ssp.) – Белобуза ~
      - Ateles geoffroyi – Черноръка паякообразна маймуна, ~ на Жофроа
      - Ateles fusciceps (Ateles geoffroyi ssp.) – Кафявоглава ~

    - род Brachyteles – вълнести паякообразни маймуни, мирики
      - Brachyteles arachnoides – Вълнеста паякообразна маймуна, южна мирики
      - Brachyteles hypoxanthus (Brachyteles arachnoides ssp.) – Северна мирики

    - род Lagothrix – вълнести маймуни
      - Lagothrix lagotricha – Вълнеста маймуна, кафява вълнеста маймуна
      - Lagothrix cana (Lagothrix lagotricha ssp.) – Сива вълнеста маймуна, ~ на Жофроа
      - Lagothrix lugens (Lagothrix lagotricha ssp.) – Колумбийска вълнеста маймуна
      - Lagothrix poeppigii (Lagothrix lagotricha ssp.) – Вълнеста маймуна на Пепиг

    - род Oreonax (Lagothrix)
      - Oreonax flavicauda – Жълтоопашата вълнеста маймуна